# Urszula Rivata
Urszula Rivata (ur. 12 lipca 1897 w Guarene, 24 marca 1987) – włoska paulistka (FSP) i pierwsza przełożona Uczennic Boskiego Mistrza (PDDM), Służebnica Boża Kościoła katolickiego. 
Do Zgromadzenia Córek Świętego Pawła wstąpiła 29 lipca 1922 roku, a już 21 listopada 1923 przystąpiła wraz z Metyldą do nowo utworzonego zgromadzenia Córek Świętego Pawła (Uczennice Boskiego Mistrza) przyjmując imię Maria Scholastyka.
Habit przyjęła z rąk założyciela bł. o. Jakuba Alberione w dniu 25 marca 1924 roku, wraz z siedmioma innymi siostrami zakonnymi.
Scholastyka zmarła w opinii świętości i obecnie trwa jej proces beatyfikacyjny.